# Kloster Pontifroy
Das Kloster Pontifroy (Pontifroid; Pons frigidus) war eine Zisterzienserabtei in der Stadt Metz im Département Moselle, Region Grand Est, in Frankreich. Das Kloster lag vor den Stadtmauern von Metz in der Nähe der Quelle von Pontifroy.

## Geschichte
Im Jahr 1323 wurde das Kloster von Jean Louvi und seiner Frau Pontia in der damals noch zum Heiligen Römischen Reich gehörenden früheren Reichsstadt Metz gestiftet. Es war die vierte und letzte Tochtergründung von Kloster Villers-Bettnach aus der Filiation der Primarabtei Morimond. Nach der Einnahme durch Frankreich 1552 wurden im Jahr 1565 die Klostergebäude abgebrochen, und das Kloster wurde an die Kirche St-Georges in Metz verlegt. 1740 wurde das Kloster aufgehoben. Die Güter gingen an die Zisterzienserinnenabtei Petit-Clairvaux. Der Name Pontifroy hat sich in einem Stadtteil von Metz erhalten.